# Open vSwitch
Open vSwitch (j. ang. Open Virtual Switch) – darmowy wirtualny switch wykorzystywany do łączenia wirtualnych komputerów. W przeciwieństwie do VDE, podstawową zaletą vSwitcha jest kompatybilność ze standardowymi mostami linuksowymi (brctl). Wykorzystuje innowacyjny standard OpenFlow.
Od wersji XenServer 6, firma Citrix wprowadziła vSwitch jako podstawowy komponent do budowy wirtualnych sieci w chmurze.